# Neander (cráter)

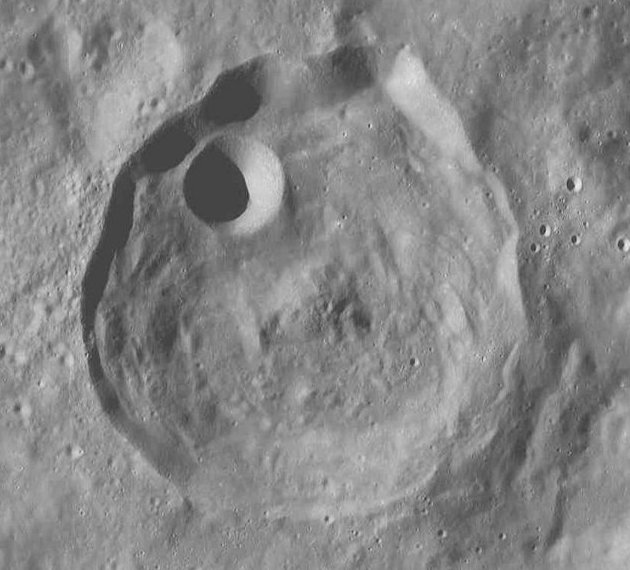
Fotografía de la misión Lunar Reconnaissance Orbiter

Neander es un cráter de impacto que se encuentra al sur del Mare Nectaris, en la parte sureste de la cara visible de la Luna. Al oeste-noroeste se encuentra el prominente cráter Piccolomini. La extensión noroeste del valle lunar Vallis Rheita pasa alrededor de un diámetro del cráter al oeste de esta formación.
|  |

El borde de Neander es áspero, de forma circular y con el borde afilado, con algunas repisas formadas en los lados internos. El cráter satélite Neander A, con forma de copa,  se encuentra en la pared interior del noroeste del cráter principal. El suelo interior es irregular, con una formación de picos centrales situados en el punto medio.

## Cráteres satélite
Por convención estos elementos son identificados en los mapas lunares poniendo la letra en el lado del punto medio del cráter que está más cercano a Neander.
|         | \| Neander \| Coordenadas \| Diámetro \| \| ------- \| ----------------------------- \| -------- \| \| A \| 30°54′S 39°36′E / -30.9, 39.6 \| 11 km \| \| B \| 28°12′S 40°06′E / -28.2, 40.1 \| 9 km \| \| C \| 28°36′S 36°00′E / -28.6, 36.0 \| 20 km \| \| D \| 26°30′S 42°24′E / -26.5, 42.4 \| 11 km \| \| E \| 29°48′S 40°42′E / -29.8, 40.7 \| 25 km \| \| F \| 32°06′S 37°54′E / -32.1, 37.9 \| 22 km \| \| G \| 33°24′S 43°48′E / -33.4, 43.8 \| 18 km \| \| H \| 33°00′S 42°24′E / -33.0, 42.4 \| 13 km \| \| J \| 34°00′S 43°24′E / -34.0, 43.4 \| 13 km \| \| K \| 35°00′S 39°48′E / -35.0, 39.8 \| 14 km \| \| L \| 31°18′S 41°48′E / -31.3, 41.8 \| 21 km \| \| M \| 34°48′S 37°42′E / -34.8, 37.7 \| 11 km \| \| N \| 32°24′S 37°12′E / -32.4, 37.2 \| 17 km \| \| O \| 35°36′S 39°06′E / -35.6, 39.1 \| 13 km \| \| P \| 28°24′S 41°06′E / -28.4, 41.1 \| 6 km \| \| Q \| 28°48′S 41°24′E / -28.8, 41.4 \| 6 km \| \| R \| 33°12′S 38°36′E / -33.2, 38.6 \| 12 km \| \| S \| 31°54′S 42°06′E / -31.9, 42.1 \| 12 km \| \| T \| 29°54′S 38°24′E / -29.9, 38.4 \| 10 km \| \| V \| 31°18′S 38°12′E / -31.3, 38.2 \| 5 km \| \| W \| 32°18′S 38°30′E / -32.3, 38.5 \| 9 km \| \| X \| 33°06′S 37°48′E / -33.1, 37.8 \| 8 km \| \| Y \| 34°30′S 38°12′E / -34.5, 38.2 \| 8 km \| \| Z \| 33°48′S 42°00′E / -33.8, 42.0 \| 7 km \| |          |
| Neander | Coordenadas | Diámetro |
| A       | 30°54′S 39°36′E / -30.9, 39.6 | 11 km    |
| B       | 28°12′S 40°06′E / -28.2, 40.1 | 9 km     |
| C       | 28°36′S 36°00′E / -28.6, 36.0 | 20 km    |
| D       | 26°30′S 42°24′E / -26.5, 42.4 | 11 km    |
| E       | 29°48′S 40°42′E / -29.8, 40.7 | 25 km    |
| F       | 32°06′S 37°54′E / -32.1, 37.9 | 22 km    |
| G       | 33°24′S 43°48′E / -33.4, 43.8 | 18 km    |
| H       | 33°00′S 42°24′E / -33.0, 42.4 | 13 km    |
| J       | 34°00′S 43°24′E / -34.0, 43.4 | 13 km    |
| K       | 35°00′S 39°48′E / -35.0, 39.8 | 14 km    |
| L       | 31°18′S 41°48′E / -31.3, 41.8 | 21 km    |
| M       | 34°48′S 37°42′E / -34.8, 37.7 | 11 km    |
| N       | 32°24′S 37°12′E / -32.4, 37.2 | 17 km    |
| O       | 35°36′S 39°06′E / -35.6, 39.1 | 13 km    |
| P       | 28°24′S 41°06′E / -28.4, 41.1 | 6 km     |
| Q       | 28°48′S 41°24′E / -28.8, 41.4 | 6 km     |
| R       | 33°12′S 38°36′E / -33.2, 38.6 | 12 km    |
| S       | 31°54′S 42°06′E / -31.9, 42.1 | 12 km    |
| T       | 29°54′S 38°24′E / -29.9, 38.4 | 10 km    |
| V       | 31°18′S 38°12′E / -31.3, 38.2 | 5 km     |
| W       | 32°18′S 38°30′E / -32.3, 38.5 | 9 km     |
| X       | 33°06′S 37°48′E / -33.1, 37.8 | 8 km     |
| Y       | 34°30′S 38°12′E / -34.5, 38.2 | 8 km     |
| Z       | 33°48′S 42°00′E / -33.8, 42.0 | 7 km     |